# Xuayb ibn Úmar
Xuayb ibn Úmar (àrab: شعيب بن عمر, Xuʿayb ibn ʿUmar), anomenat a les fonts gregues Saipis i Sait (en grec Σαΐπης i Σαήτ), fou emir de Creta del 855 al 880.
Va succeir el seu pare Umar ben Hafs ben Shuayb ben Isa al-Ghaliz al-Ikritish el 855. En 862 va dur a terme una expedició al Mont Atos. En 866 els romans d'Orient van preparar una expedició que fou aturada per l'assassinat de Bardes, oncle matern de l'emperador.
El 872 va dirigir atacs contra les possessions romanes d'Orient a la mar Adriàtica (Dalmàcia) i el 873 contra les illes de la mar Egea (dirigits per un renegat grec de nom Foci) i fins a l'Hel·lespont, on foren rebutjats per l'almirall Nicetes Oorifes. Foci va reorganitzar la seva força al Peloponès, però fou altre cop derrotat per Nicetes. Després d'això i durant deu o dotze anys, els musulmans van haver de pagar tribut a Constantinoble.
Va morir el 880 i li va succeir el seu fill Abu Abdallah Umar ben Shuayb.